# Masoala
Masoala es un género con 2 especies de plantas con flores perteneciente a la familia de las palmeras Arecaceae.
Es nativo de Madagascar.

## Taxonomía
El género fue descrito por Henri Lucien Jumelle y publicado en Annales du Musée Colonial de Marseille, sér. 5, 1(1): 8. 1933.
Etimología
Masoala: nombre genérico que nombrado por la península de Masoala en el nordeste de Madagascar, donde se descubrió por primera vez la planta.

## Especies
- Masoala kona
- Masoala madagascariensis